# Trichomycterus varii
Trichomycterus varii es una especie del género de peces de agua dulce Trichomycterus, perteneciente a la familia de los trichomictéridos. Habita en ambientes acuáticos altiplánicos en el centro-oeste de Sudamérica.

## Taxonomía
Descripción original
Esta especie fue descrita originalmente en el año 2018 por los ictiólogos Luis Alfredo Fernández y Julieta Andreoli Bize.
Localidad tipo
La localidad tipo referida es: “río Cieneguillas, en las coordenadas: 22°07′S 65°45′O / -22.117, -65.750, a una altitud de 3567 msnm, departamento de Santa Catalina, Jujuy, Argentina”.
Holotipo
El ejemplar holotipo designado es el catalogado como: FACEN 0105, el cual midió 52,9 mm de longitud estándar. Fue capturado el 6 de octubre de 2017 por C. Fernández. Fue depositado, al igual que los paratipos, en la colección de ictiología de la Facultad Ciencias Exactas y Naturales (FACEN), de la Universidad Nacional de Catamarca, en la provincia argentina homónima.
Paratipos
Todos los paratipos poseen los mismos datos de colecta que el holotipo y fueron depositados en la misma colección que este; son los catalogados como: 
- FACEN 0106, 9 ejemplares, los que midieron entre 36,6 y 54,3 mm de longitud estándar;
- FACEN 0107, 2 ejemplares, los que midieron entre 35,7 y 43,5 mm de longitud estándar.[1]

Etimología
Etimológicamente, el término genérico Trichomycterus se construye con palabras del idioma griego, en donde: thrix significa 'pelo' y mykter, -eros es 'nariz'. El epíteto específico varii es un  epónimo que refiere al apellido de la persona a quien fue dedicada, el ictiólogo Richard Peter Vari, por su destacada contribución al conocimiento de los peces de agua dulce de América del Sur, en especial, los que habitan en la cordillera de los Andes.
Relaciones filogenéticas y características
Trichomycterus varii guarda una gran semejanza con T. yuska y T. pseudosilvinichthys, pero difiere de ellos en el patrón sensorial del canal de la cabeza.

## Distribución y hábitat
Trichomycterus varii solo se conoce del río Cieneguillas, en el altiplano andino de la provincia de Jujuy, en el noroeste de la Argentina.
Este curso fluvial presenta una profundidad de entre 10 y 40 cm, y corre sobre un lecho que está formado por rocas, grava, arena y material orgánico en descomposición. Allí solo convive con una única especie de pez, también perteneciente al género Trichomycterus: T. roigi. Los estómagos de dos ejemplares de T. varii contenían larvas de dípteros (quironómidos y ceratopogónidos) y algas filamentosas.
Ecorregionalmente, Trichomycterus ytororo es endémica de la ecorregión de agua dulce Mar Chiquita-Salinas Grandes.